# Phumosia promittens
Phumosia promittens är en tvåvingeart som först beskrevs av Walker 1859.  Phumosia promittens ingår i släktet Phumosia och familjen spyflugor. Inga underarter finns listade i Catalogue of Life.